# Simpkins Gets a War Scare
Simpkins Gets a War Scare è un cortometraggio muto del 1914 diretto da Frank Wilson.

## Trama
Simpkins si comporta come fosse un agente e viene scambiato per una spia.

## Produzione
Il film fu prodotto dalla Hepworth.

## Distribuzione
Distribuito dalla Hepworth, il film - un cortometraggio di 160 metri - uscì nelle sale cinematografiche britanniche nel settembre 1914.
Fu distrutto nel 1924 dallo stesso produttore, Cecil M. Hepworth. Fallito, in gravissime difficoltà finanziarie, Hepworth pensò in questo modo di poter almeno recuperare il nitrato d'argento della pellicola.